# Aleftyna Gościmska

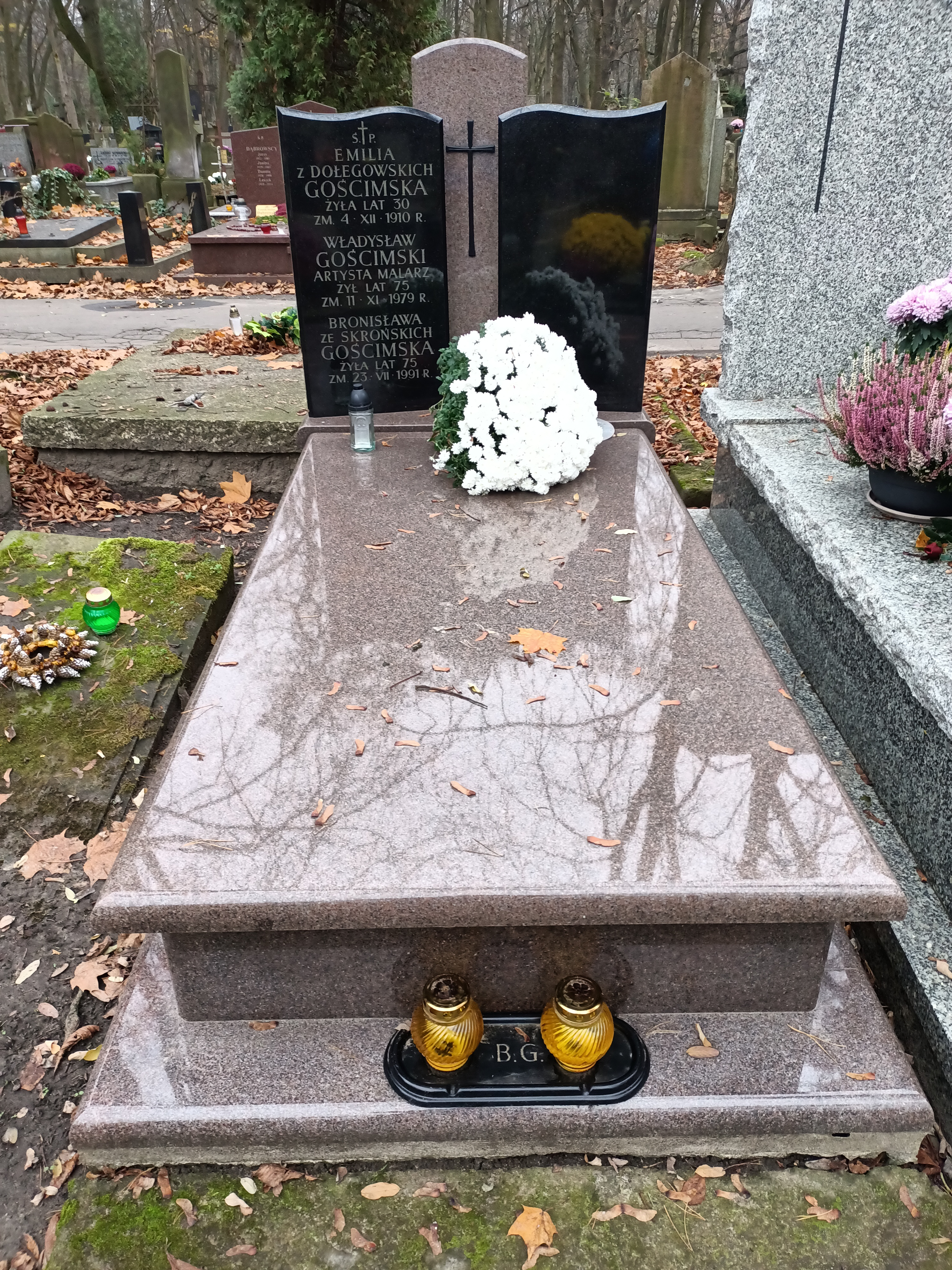
Grób Aleftyny Gościmskiej na cmentarzu Powązkowskim

Aleftyna Krystyna Gościmska (ur. 29 września 1934 w Warszawie, zm. 20 marca 2020 tamże) – polska aktorka teatralna.

## Życiorys
Od 1960 przez cztery sezony występowała w Teatrze im. Stefana Jaracza w Olsztynie i Teatru w Elblągu, od 1969 do 1983 była aktorką warszawskiego Teatru Komedia. W sezonie 1983/1984 występowała w Teatrze im. Juliusza Osterwy w Gorzowie Wielkopolskim, a w następnym w Teatrze im. Aleksandra Fredry w Gnieźnie. W 1985 na jeden sezon powróciła na scenę Teatru Dramatycznego w Elblągu, a następnie do 1989 należała do zespołu aktorskiego Bałtyckiego Teatru Dramatycznego im. Juliusza Słowackiego w Koszalinie. W sezonie 1989/1990 występowała na scenie Teatru Powszechnego im. Jana Kochanowskiego w Radomiu, a następnie od 1990 do 1993 i od 1997 do 1999 Teatru Polskiego w Bydgoszczy. 
W 2009 po raz pierwszy wystąpiła w filmie, była to epizodyczna rola w serialu 39 i pół, w 2012 ponownie zagrała w filmie Mój rower. W 2015 wystąpiła w serialu Na sygnale. 